# 烏巴·羅沙度
烏巴·羅沙度·辛坦拿（Ubay Luzardo Santana，1984年1月22日—），生於西班牙拉斯帕爾馬斯，西班牙足球運動員，司職後衛，現時效力西班牙足球乙二級聯賽球會維爾瓦娛樂。

## 球員生涯
羅沙度生於西班牙拉斯帕爾馬斯，於2009年7月加盟傑志，在傑志與哈維皮利斯組成一高一矮、一前一後的防守組合，而表現不俗的羅沙度更是球隊的死球劊子手，在死球處理上屢建奇功，在禾志利離開後一度成為傑志聯賽首席射手，羅沙度在2011年巴克萊亞洲錦標賽季軍戰主射十二碼宴客，未能為球隊領先布力般流浪間接成為球隊輸波罪人，而他的射球更射中一名女球迷令她流鼻血。在2012年1月12日，傑志總領隊伍健表示羅沙度已確定離隊。2012年1月，羅沙度獲邀前往墨爾本勝利試腳，而墨爾本勝利的教練馬捷頓表示他看過羅沙度在2011年巴克萊亞洲錦標賽的表現，對他非常欣賞。